# Болезнь вейперов
«Болезнь вейперов» (англ. EVALI, от E-cigarette and Vaping use-Associated Lung Injury = повреждение легких, ассоциированное с курением электронных сигарет и вейпов) — неинфекционное респираторное заболевание, связанное с использованием электронных сигарет. Наиболее сходно с экзогенной липоидной пневмонией или химическим пневмонитом. В международной медицинской литературе употребляются аббревиатуры EVALI, VAPI (от англ. Vaping-associated pulmonary injury) и VALI (от англ. vaping-associated lung injury).
Причины и механизм развития заболевания не изучены, известно только, что причиной является накопление в клетках лёгочной ткани масляных компонентов аэрозоля электронных сигарет, наиболее вероятными кандидатами являются ацетат витамина E и тетрагидроканнабинол. Симптомы заболевания типичны для классической липидной (липоидной) пневмонии и включают кашель, боль в груди, затруднённое дыхание, тошноту, рвоту и диарею, а также другие респираторные, конституциональные и гастроэнтерологические расстройства. На 2020 год не существовало единого руководства по лечению «болезни вейперов», наибольшую эффективность показали системные кортикостероиды. Но медицинское сообщество также допускает возможность естественного выздоровления при отказе от электронных сигарет.
Первый случай заболевания документирован в 2012 году. Наибольшее распространение болезнь получила во время вспышки в США в 2019—2020 годах, когда число госпитализированных превысило 2,5 тысячи человек. Было зафиксировано 68 смертей. Медицинские службы развитых стран говорят о нарастающей эпидемии EVALI, которая стала скрытой на фоне пандемии коронавируса из-за схожести симптомов этих заболеваний.

## Симптомы и патология
Несмотря на сбор данных о клинических особенностях «болезни вейперов», её патология изучена недостаточно. Установленные симптомы включают респираторные, конституциональные и гастроэнтерологические расстройства. Наиболее часто встречаются кашель, боль в груди, затруднённое дыхание, тошнота, рвота и диарея. Среди менее распространённых симптомов — лихорадка, кровохарканье, одышка, потеря веса и усталость, головокружение и боль в груди сразу после использования электронных сигарет. В отдельных случаях зафиксированы тахикардия, тахипноэ, стойкая гипоксемия. Симптомы развивались за несколько недель или дней до госпитализации, многим пострадавшим требовалась интенсивная терапия, искусственная и неинвазивная вентиляция лёгких. У пациентов в возрасте или с сопутствующими заболеваниями, а также у беременных женщин риск жёсткого проявления симптоматики был выше.
Компьютерная томография больных зафиксировала лёгочный инфильтрат: диффузные или располагающиеся в нижних отделах уплотнения по типу «матового стекла» с сохранением структуры в субплевральных (78,1 %), лобулярных (59,4 %) или перибронховаскулярных (40 %) областях. Последнее встречалось у более молодых пациентов и не являлось характерным при остром повреждении лёгких. При поступлении в больницу у всех пострадавших наблюдалось повышенное количество лейкоцитов с преобладанием нейтрофилов и отсутствием эозинофилии. Плазма потребителей электронных сигарет также показывала повышенный уровень гидроксиэйкозатетраеновой кислоты и различных эйкозаноидов.
Первоначально врачи подозревали инфекционный характер заболевания. Макрофаги, обнаруженные у госпитализированных, могли вызывать воспалительный иммунный ответ, приводящий к липоидной пневмонии и другим пневмонитоподобным реакциям. Так, у пациентов отмечались повреждения лёгких с патологическими проявлениями острого фибринозного пневмонита, диффузного альвеолярного поражения или организующей пневмонии, обычно сопровождающейся бронхиолитом, острой эозинофильной или атипичной пневмоний. Некоторым пациентам был диагностирован химический пневмонит, другим — коронавирусная инфекция. Но поражения лёгких у госпитализированных с EVALI зачастую отличались от таковых у пациентов с коронавирусной пневмонией. В ходе исследований не было обнаружено никаких доказательств инфекции, отсутствовала реакция на лечение антибиотиками.

## Причины и диагностика

### Причины
Все пациенты с острыми повреждениями лёгких сообщали о потреблении различных электронных сигарет до поступления в больницу. Устройства представляют собой портативный испаритель жидкости-наполнителя, которая может содержать никотин, пропиленгликоль и растительный глицерин, ароматизаторы и усилители вкуса, тетрагидроканнабинол (ТГК) и каннабидиол, гашишное масло, минеральное масло и масло со среднецепочечными триглицеридами. Тепловой элемент е-сигарет нагревает жидкость, превращая её в аэрозоль, влияние которого на организм человека мало изучено. Исследования на животных показывают, что вейпинг может увеличить гиперреактивность дыхательных путей или восприимчивость к респираторным патогенам. Токсическое воздействие ТГК в составе аэрозоля считается наиболее вероятной причиной респираторных нарушений. Чаще всего с развитием EVALI связывают:
- Витамин E, использующийся в качестве загустителя в картриджах с ТГК[16]. Вещество обычно безопасно при употреблении в пищу или нанесении на кожу, но в составе аэрозоля может негативно влиять на функции лёгких[17][18][19]. В процессе его нагревания образуется исключительно токсичный газ кетен, предположительно ответственный за рост травм лёгких, а также опасные для человека алкен и бензол[6][20].
- Тетрагидроканнабинол, который может быть связан с окислительным повреждением и воспалительными реакциями в респираторной системе, дисфункцией лёгочных тканей[6].
- Каннабидиол, который токсичен для моноцитов и связан с провоспалительным ответом иммунной системы и нарушением функции эпителиального барьера[6]. В испытаниях на мышах воздействие синтетических каннабиноидов вызывало провоспалительное состояние, активируя каннабиноидный рецептор типа 1[англ.] в тканях лёгких[21]. Предположительно, именно поддельные устройства с различными каннабидиолами в составе жидкостей наиболее опасны для пользователей[6].
- Масляные добавки, которые могут способствовать накоплению липидов в тканях лёгких[15]. К этой группе относят не только растительные масла, но и дистилляты нефти, которые при нагревании выделяют токсичные летучие органические соединения. Минеральные масла и триглицериды, вероятно, цитотоксичны и связаны с дисфункцией эпителиального барьера[6][17].
- Глицерин и пропиленгликоль, продуктами разложения которых является канцерогенный формальдегид[14].
- Никотин, который стимулирует выработку адреналина, повышая артериальное давление[14].
- Ароматизаторы, ассортимент которых на рынке превышает 7,5 тысячи вариантов. Большинство из них не были протестированы на токсичность и считаются потенциальными возбудителями[22].
- Мышьяк и металлы, включая алюминий, сурьму, кадмий, кобальт, хром, медь, железо, свинец, марганец, никель, селен, олово и цинк. Их присутствие в аэрозолях электронных сигарет потенциально представляет серьёзную угрозу для здоровья, например, они могут вести к развитию раковых опухолей[4][23].

Тем не менее, возбудитель EVALI не установлен, так как ни один компонент не связан со всеми случаями заболевания. Пациенты в разных регионах США употребляли жидкости разных марок и с разным составом. Например, Управление по санитарному надзору за качеством пищевых продуктов и медикаментов не обнаружило ацетат витамина E, наиболее часто называемый виновником болезни, в жидкостях на основе никотина. Его использовали только производители наполнителей с ТГК для уплотнения дыма. И хотя большинство пациентов сообщило об употреблении продуктов с ТГК (примерно 82 %), около 14 % уверяли, что потребляли электронные сигареты исключительно с никотином, а значит, не подвергались воздействию ацетата витамина E. Эксперты допускают, что пользователи, например, могли не знать точный состав. Часть устройств поступала из неофициальных источников, например, от друзей или нелегальных уличных торговцев, поэтому установить состав их картриджей невозможно. Чем больше химикатов содержится в жидкости для электронных сигарет, тем более токсичной она может быть. Однако исследований о долгосрочных воздействиях электронных сигарет на организм человека не проводилось, и на 2020 год механизм развития EVALI неизвестен.

## История распространения
В 2003 году китайский фармацевт Хон Лик зарегистрировал патент на свое изобретение — электронную сигарету, которая должна была помочь курильщикам отказаться от табака. На рынке США электронные сигареты распространены примерно с 2007 года. Сообщения о заболеваниях лёгких с симптомами без прямой этиологии у потребителей электронных сигарет известны как минимум с 2012 года. На тот момент пациентам ставили различные диагнозы, включая острое повреждение лёгких, атипичный пневмонит, эозинофильную или липоидную пневмонию. Уже к 2014-му е-сигареты стали наиболее часто используемым табачным продуктом среди молодёжи в стране. Только за 2017—2018 годы распространённость вейпинга выросла с 11,7 % до 20,8 % среди американских старшеклассников. Среди взрослого населения к тому моменту о привычке сообщало 3,2 % населения. В 2018 году Управление по надзору за качеством пищевых продуктов и медикаментов объявило вейпинг эпидемией.
Первые пациенты, заболевание которых официально связали с потреблением электронных сигарет, зафиксированы в США весной—летом 2019 года. В августе 2019 года Центры по контролю и профилактике заболеваний начали сбор данных о случаях EVALI, департаменты здравоохранения разных штатов начали собственные расследования. Так, службы штата Нью-Йорк признали ацетат витамина E наиболее вероятным агентом, вызывающим повреждения лёгких. Как минимум против трёх компаний, производивших загустители с витамином E в составе, были поданы судебные иски.
В сентябре 2019 года количество зафиксированных в более 20 штатах США случаев заболевания EVALI составляло 350, количество смертей — 6. К середине месяца эпидемия достигла своего пика, ежедневно сообщалось о более 200 случаев. Еженедельное количество госпитализированных пациентов с тех пор неуклонно снижалось, всего на тот момент числилось около 1,2 тысячи пострадавших в 21 штате. С ноября Центры по контролю и профилактике заболеваний рекомендовали врачам докладывать только о тяжёлых случаях заболевания, требовавших госпитализации. По состоянию на 14 января 2020 года общее число соответствующих сообщений составило 2668 за всё время вспышки заболевания. Было подтверждено 57 смертей. К тому моменту орган прекратил сбор информации о пациентах с EVALI из-за резкого снижения числа ежедневно госпитализированных. Так, в течение всего января 2020 года было зарегистрировано только 67 случаев. Динамику в первую очередь связывали с быстрой реакцией общественного здравоохранения, повышением осведомлённости общественности о рисках вейпинга и отказом части потребителей от вейпинга. Ряд производителей удалил из состава жидкостей витамин E или полностью прекратил производство.
На февраль 2020 года в общей сложности было зарегистрировано 2807 госпитализированных случаев в 50 штатах, округе Колумбия, Пуэрто-Рико и на Виргинских островах. Подтверждено 68 смертей в 29 штатах и округе Колумбия.
Одновременно со вспышкой заболевания EVALI в США подобные случаи были выявлены в других странах, но не получили широкого распространения. Агентство Bloomberg сообщало о минимум 15 инцидентах в других странах мира, включая Гуам, Японию и Великобританию. В Канаде первый случай EVALI выявлен в сентября 2019 года у жителя Квебека. К августу 2020-го в Агентство общественного здравоохранения Канады поступила информация о 20 пострадавших от «болезни вейперов», о смертельных исходах не сообщалось. В России первый случай EVALI зафиксирован в московской детской больнице летом 2021 года. Тем не менее в июле 2022 года Минпромторг не поддержал запрет на вейпы и электронные сигареты в России, опасаясь увеличения контрабанды и потерь для российского бюджета. Как альтернативную меру чиновники рассматривали введение обязательной маркировки, что поддерживали производители.

## Статистика
За время вспышки EVALI в 2019—2021 годах в США наибольшее количество случаев было зарегистрировано в Техасе и Иллинойсе, Калифорнии и Нью-Йорке. Среди более 2,5 тысяч госпитализированных 66 % являлись мужчинами. У большинства наблюдалась минимум одна сопутствующая патология, например, астма, хроническая обструктивная болезнь лёгких или муковисцидоз. Так, примерно 22 % всех пациентов страдали астмой.
Средний возраст больных EVALI составлял 24 года, 62 % пациентов были в возрасте от 18 до 34 лет, ещё 16 % — моложе 18 лет. Средний возраст умерших пациентов составил 49,5 года (минимум — 15, максимум — 85 лет). Среди умерших пациентов 52 % страдали ожирением. Также летальность была высока среди пациентов старше 35 лет, среди пациентов с астмой, сердечными заболеваниями или психическими расстройствами.
Большинство пациентов с EVALI сообщило, что получало свои продукты из неофициальных источников: приобретало с рук или в онлайн-магазинах перекупщиков, получало от друзей или родственников. 82 % больных пользовались средствами с тетрагидроканнабинолом, 57 % — никотинсодержащими продуктами.

## Лечение и диагностика

### Диагностика
Изначально врачи допускали, что связанные с вейпингом повреждения лёгких могут представлять собой экзогенную липоидную пневмонию. Предположительный диагноз связывали с маслами, которые курильщики электронных сигарет вдыхали с аэрозолем. Однако в ряде случаев не было обнаружено соответствующей патологии или радиологических доказательств. Другие распространённые диагнозы включали острый респираторный дистресс-синдром, сепсис, гипоксическую дыхательную недостаточность и пневмонит. Но соответствующее лечение не давало положительных результатов. В ходе дальнейших исследований было установлено, что новое заболевание не является инфекционным.
EVALI считается диагнозом исключения, потому что не существует специального теста или маркера для его диагностики. В первую очередь врачи исключают бытовую и острую эозинофильную пневмонию: лабораторное исследование включает общий анализ крови с дифференциалом на маркеры воспаления (C-реактивный белок, скорость оседания эритроцитов), уровня трансаминазы печени, токсикологическое исследование мочи, в том числе на наличие ТГК. Медики традиционно назначают КТ-ангиографию или КТ грудной клетки, бронхоскопию с бронхоальвеолярным лаважем. На рентгенограмме грудной клетки больного EVALI обычно наблюдаются двусторонние диффузные, мутные или консолидированные помутнения, но больные показывают отрицательные тесты на респираторные инфекционные заболевания. Биопсия лёгких необязательна для постановки диагноза, но выполняется в соответствии с клиническими показаниями. Среди прочего необходимо исключить коронавирусную инфекцию, симптомы которой сходны с EVALI. Если пациент является вейпером и в медицинской карте отсутствуют вероятные альтернативные диагнозы (например, сердечные, ревматологические или опухолевые процессов), врач может предположить наличие у больного «болезни вейперов».

### Лечение
На 2020 год не существовало единого руководства по лечению EVALI. Системные кортикостероиды являются основой терапии, их эффективность, вероятно, связана с ослаблением воспалительной реакции. Курс с эквивалентом метилпреднизолона обычно длится 5—10 дней в зависимости от клинического состояния. В некоторых случаях больным назначали бронхоальвеолярный лаваж. Так как признаки и симптомы заболевания совпадают с бытовой пневмонией и другими инфекционными заболеваниями, рекомендуют также назначение эмпирических антибиотиков или стероидов в зависимости от клинического контекста. Естественное развитие болезни неизвестно, и медицинское сообщество предполагает возможность самовыздоровления при отказе от электронных сигарет.
В тяжёлых случаях госпитализированные с гипоксической дыхательной недостаточностью нуждались в интенсивной терапии, интубации трахеи и искусственной вентиляции лёгких. Таким больным предписывают постоянное наблюдение за респираторной системой после выписки, пациентам, получившим высокие дозы кортикостероидов, — помощь эндокринолога для контроля функции надпочечников.
Долгосрочные эффекты и риск рецидива EVALI неизвестны. Зафиксированы отдельные случаи повторного обращения выписанных пациентов за медицинской помощью. Риск обострения повышается, если больные продолжают использование электронных сигарет. Поэтому рекомендации об отказе от вейпинга и поведенческое консультирование должны быть неотъемлемой частью лечения. Центры по контролю и профилактике заболеваний предлагают избегать употребления любых электронных сигарет. Ряд экспертов называет наиболее «здоровым подходом воздержание от вдыхания чего-либо, кроме свежего чистого воздуха».